# Taching am See
Taching am See é um município da Alemanha, situado no distrito de Traunstein, no estado da Baviera. Tem 26,76 km² de área, e sua população em 2019 foi estimada em 2.145 habitantes.